# Haute couture 04 transport
Not Dressed for Conquering/Haute Couture 04 Transport, també coneguda com a Haute couture 04 transport, és una escultura contemporània del 2010, obra de l'artista austríaca Ines Doujak. Representa a un pastor alemany copulant amb l'activista boliviana Domitila Barrios de Chúngara, que a la vegada practica sexe anal amb el rei Joan Carles I d'Espanya, qui finalment vomita flors en un terra ple de cascs nazis (stahlhelm). L'estàtua està feta de paper maixé, té unes mides d'1,7x1,4x1 metres i està valorada en 55.000 euros. A vegades, duu incorporada una paret i una advertència per tal d'ocultar l'escultura als menors de 18 anys.
Segons paraules de la pròpia artista a la 31a Biennal de São Paulo: «És una representació visceral de les formes d'explotació». L'artista, experta en la investigació sobre les dinàmiques del colonialisme, exploraria amb aquesta obra les relacions asimètriques entre Europa i l'Amèrica Llatina.

## Polèmica al MACBA
Després de la seva exposició a la Biennal de São Paulo, estava prevista la seva presència al Museu d'Art Contemporani de Barcelona (MACBA), del 19 de març al 30 d'agost de 2015, dins de l'exposició «La bèstia i el sobirà». Aquesta exposició, comissariada per Hans D. Christ, Iris Dressler, Paul B. Preciado i Valentín Roma, estava organitzada i coproduïda per l'entitat catalana i el Württembergischer Kuntsverein (WKV) de Stuttgart. El dia abans de l'obertura, la direcció va prendre la decisió, sense precedents, de cancel·lar l'exposició davant la negativa dels comissaris a retirar la polèmica estàtua, per tractar-se d'una important ofensa a l'antic monarca. Finalment, el director del centre, Bartomeu Marí, accedí a partir del 21 de març davant «la pràctica unanimitat de veus d'associacions professionals i sectorials, entitats i individus exigint l'obertura de l'exposició», tal com manifestà en una carta remesa des del MACBA. No obstant això, la polèmica es va resoldre amb la dimissió dels dos comissaris de la part catalana (Preciado i Roma), així com la del propi director del centre.
L'any 2018 l'obra va ser adquirida pel col·leccionista privat Tatxo Benet, que anteriorment havia adquirit també Presos polítics a l'Espanya contemporània, que també havia estat censurada a la Fira ARCO de Madrid.